# تنیس در المپیک تابستانی ۱۹۰۸
تنیس در بازی‌های المپیک تابستانی ۱۹۰۸ نام رویداد ورزش تنیس در بازی‌های المپیک تابستانی بود که در سال ۱۹۰۸ برگزار شد.

## کشورهای شرکت کننده
- اتریش (۳)
- بوهم (۴)
- کانادا (۳)
- فرانسه (۱)
- آلمان (۵)
- بریتانیای کبیر (۲۲)
- مجارستان (۳)
- هلند (۲)
- آفریقای جنوبی (۳)
- سوئد (۴)

## جدول مدال‌ها
| رتبه  | کشور                 | طلا | نقره | برنز | مجموع |
| ۱     | بریتانیای کبیر (GBR) | ۶   | ۵    | ۴    | ۱۵    |
| ۲     | آلمان (GER)          | ۰   | ۱    | ۰    | ۱     |
| ۳     | سوئد (SWE)           | ۰   | ۰    | ۲    | ۲     |
| مجموع | مجموع                | ۶   | ۶    | ۶    | ۱۸    |